# Scottish League Challenge Cup 2005/06
Der Scottish League Challenge Cup wurde 2005/06 zum 15. Mal ausgespielt. Der schottische Fußballwettbewerb, der offiziell als Bell’s Challenge Cup ausgetragen wurde, begann am 30. Juli 2005 und endete mit dem Finale am 5. November 2005 im Excelsior Stadium von Airdrie. Titelverteidiger war der FC Falkirk, der im Vorjahresfinale gegen Ross County gewann. Am Wettbewerb nahmen die Vereine der Scottish Football League teil. Im diesjährigen Finale konnte sich der FC St. Mirren gegen Hamilton Academical durchsetzten, und zum ersten Mal in der Klubgeschichte den Challenge Cup gewinnen.

## 1. Runde
Ausgetragen wurden die Begegnungen am 30. und 31. Juli 2005.
|                    | Ergebnis  |                       |
| ------------------ | --------- | --------------------- |
| FC Arbroath        | 1:3       | FC Stranraer          |
| Ayr United         | 0:1 n. V. | Stirling Albion       |
| Brechin City       | 3:2 n. V. | FC Clyde              |
| FC East Fife       | 0:4       | FC Stenhousemuir      |
| Greenock Morton    | 3:2 n. V. | FC Gretna             |
| Partick Thistle    | 2:0       | FC Cowdenbeath        |
| FC Peterhead       | 1:2 n. V. | Berwick Rangers       |
| Queen of the South | 4:0       | Albion Rovers         |
| FC Queen’s Park    | 0:3       | Hamilton Academical   |
| Raith Rovers       | 3:1 n. V. | Elgin City            |
| Ross County        | 2:1       | FC Montrose           |
| FC St. Johnstone   | 2:0       | Alloa Athletic        |
| FC St. Mirren      | 1:0       | Forfar Athletic       |
| FC Dundee          | 2:0 n. V. | FC East Stirlingshire |

## 2. Runde
Ausgetragen wurden die Begegnungen am 30. und 31. August 2005.
|                    | Ergebnis        |                     |
| ------------------ | --------------- | ------------------- |
| Brechin City       | 0:2             | Greenock Morton     |
| FC Dundee          | ?:? (3:2 i. E.) | Airdrie United      |
| Partick Thistle    | ?:? (7:8 i. E.) | FC St. Johnstone    |
| Raith Rovers       | 2:1 n. V.       | FC Dumbarton        |
| Ross County        | 0:1             | Hamilton Academical |
| Queen of the South | 1:2             | FC St. Mirren       |
| Stirling Albion    | 2:1             | Berwick Rangers     |
| FC Stranraer       | 1:2             | FC Stenhousemuir    |

## Viertelfinale
Ausgetragen wurden die Begegnungen am 13. und 14. September 2005.
|                     | Ergebnis |                  |
| ------------------- | -------- | ---------------- |
| Hamilton Academical | 2:0      | FC Dundee        |
| FC St. Johnstone    | 5:1      | Raith Rovers     |
| FC St. Mirren       | 3:2      | FC Stenhousemuir |
| Stirling Albion     | 1:2      | Greenock Morton  |

## Halbfinale
Ausgetragen wurden die Begegnungen am 27. September 2005.
|                  | Ergebnis        |                     |
| ---------------- | --------------- | ------------------- |
| FC St. Johnstone | 1:2             | Hamilton Academical |
| FC St. Mirren    | ?:? (4:2 i. E.) | Greenock Morton     |

## Finale
| FC St. Mirren                                                         | FC St. Mirren | Hamilton Academical | Hamilton Academical |
| --------------------------------------------------------------------- | --- | --- | ------------------- |
| FC St. Mirren                                                         | \| Finale \| \| 5. November 2005 um 15:00 Uhr Ortszeit in Airdrie (Excelsior Stadium) \| \| Ergebnis: 2:1 (1:0) \| \| Zuschauer: 9.612 \| \| Schiedsrichter: Stuart Dougal \| \| Spielbericht \|                               | \| Finale \| \| 5. November 2005 um 15:00 Uhr Ortszeit in Airdrie (Excelsior Stadium) \| \| Ergebnis: 2:1 (1:0) \| \| Zuschauer: 9.612 \| \| Schiedsrichter: Stuart Dougal \| \| Spielbericht \|                                                           | Hamilton Academical |
| FC St. Mirren                                                         | Chris Smith – David van Zanten, Kirk Broadfoot, Andy Millen (76. Mark Reilly), Kevin McGowne – John Potter, Hugh Murray, Charlie Adam (69. Billy Mehmet), Stewart Kean – John Sutton, Simon Lappin Cheftrainer: Gus MacPherson | David McEwan – Stuart Balmer (81. John Robertson), Derek Fleming, Steven Thomson , Mark McLaughlin – Alex Neil, Scott Tunbridge, Marvyn Wilson, Graeme Jones (38. Brian Carrigan) – Scott MacKenzie, Pat Keogh (77. Mark Gilhaney) Cheftrainer: Billy Reid | Hamilton Academical |
| FC St. Mirren                                                         | 1:0 Simon Lappin (22.) 2:1 John Sutton (80.) | 1:1 Scott Tunbridge (47.) | Hamilton Academical |
| FC St. Mirren                                                         | Kirk Broadfoot, Hugh Murray | Steven Thomson, Scott Tunbridge | Hamilton Academical |
| Finale                                                                | | |                     |
| 5. November 2005 um 15:00 Uhr Ortszeit in Airdrie (Excelsior Stadium) | | |                     |
| Ergebnis: 2:1 (1:0)                                                   | | |                     |
| Zuschauer: 9.612                                                      | | |                     |
| Schiedsrichter: Stuart Dougal                                         | | |                     |
| Spielbericht                                                          | | |                     |